# Dicranum montanum
Dicranum montanum là một loài rêu trong họ Dicranaceae. Loài này được Hedw. mô tả khoa học đầu tiên năm 1801.

## Hình ảnh

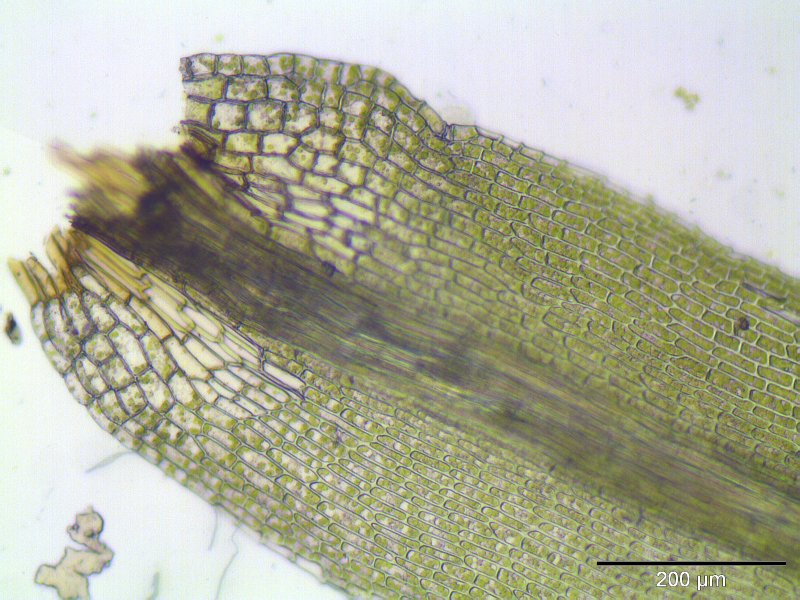
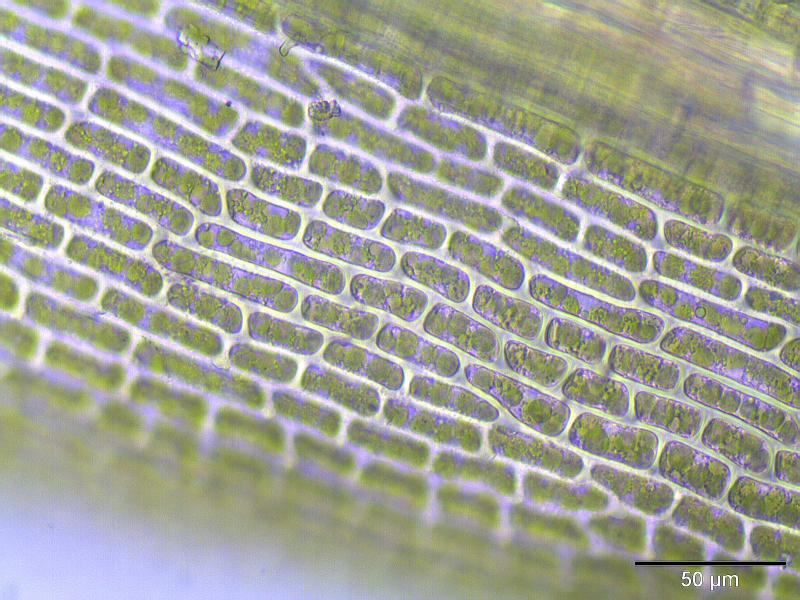
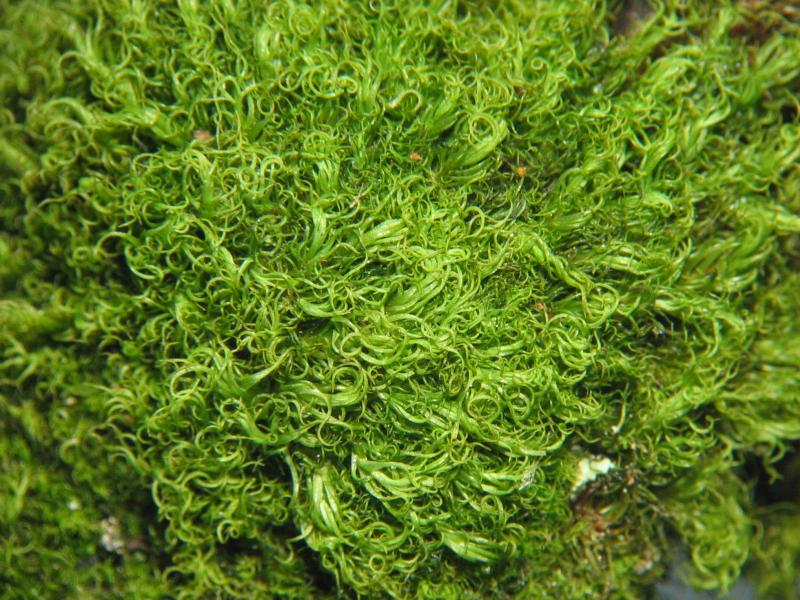